# Public Documentation License
Die Public Documentation License (PDL) wurde vom Unternehmen Sun Microsystems für die Dokumentation von OpenOffice.org entworfen und wird u. a. auch für Firebird verwendet. Sie definiert dieselben Rechte und Einschränkungen wie die Mozilla Public License (MPL), ist jedoch in erster Linie auf Dokumentation ausgerichtet, während sich die MPL sehr auf Software bezieht.
Sie erfüllt nicht die Debian Free Software Guidelines und gilt daher von Debian als nicht-freie Lizenz.